# Einmannramme

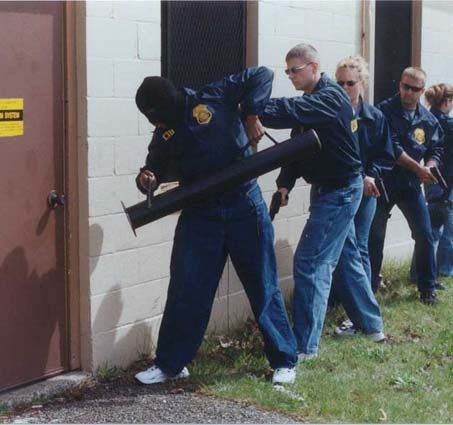
Aufbrechen einer Tür mit einer Einmannramme durch Kräfte des CID

Eine Einmannramme ist ein von einer Person anwendbares Werkzeug, das dazu dient, verschlossene Türen einzurammen. Einmannrammen setzt normalerweise die Polizei ein, um Personen in einem Gebäude zu überraschen.
Die Einmannramme ist so aufgebaut, dass sie von einer einzelnen Person verwendet werden kann; es gibt auch Modelle, die zu viert verwendet werden können. Die Rammen haben Griffe, um einen sicheren Halt zu gewährleisten. Sie sind ein bis zwei Meter lang und wiegen bis zu 45 Kilogramm.